# Josh Dun
Joshua William Dun (Columbus, Ohio; 18 de junio de 1988), más conocido como Josh Dun, es un músico estadounidense, conocido por ser el baterista del dúo musical Twenty One Pilots.

## Carrera

### Primeros años
Josh nació el 18 de junio de 1988 en la ciudad de Columbus, Ohio. Tiene dos hermanas, Ashley Dun y Abigail Dun, y un hermano, Jordan Dun. De acuerdo con Josh Dun, aprendió a tocar la batería por su cuenta, y cuando era niño no tenía permitido escuchar música ajena al género cristiano pero se colaba a una tienda de música una vez a la semana y allí pedía sugerencias a la gente. Trabajó en una tienda de Guitar Center durante tres años, junto con el exbaterista de Twenty One Pilots, Chris Salih.

### House of Heroes
Josh se unió temporalmente a la banda de rock alternativo House of Heroes, en marzo de 2010, luego de que el exbaterista, Colin Rigsby, se tomase un descanso para poder pasar más tiempo con su familia.  fue recomendado a la banda por el propio Rigsby. Formó parte del tour de House of Heroes hasta octubre de ese mismo año, cuando Rigsby regresó a sus deberes.

### Twenty One Pilots

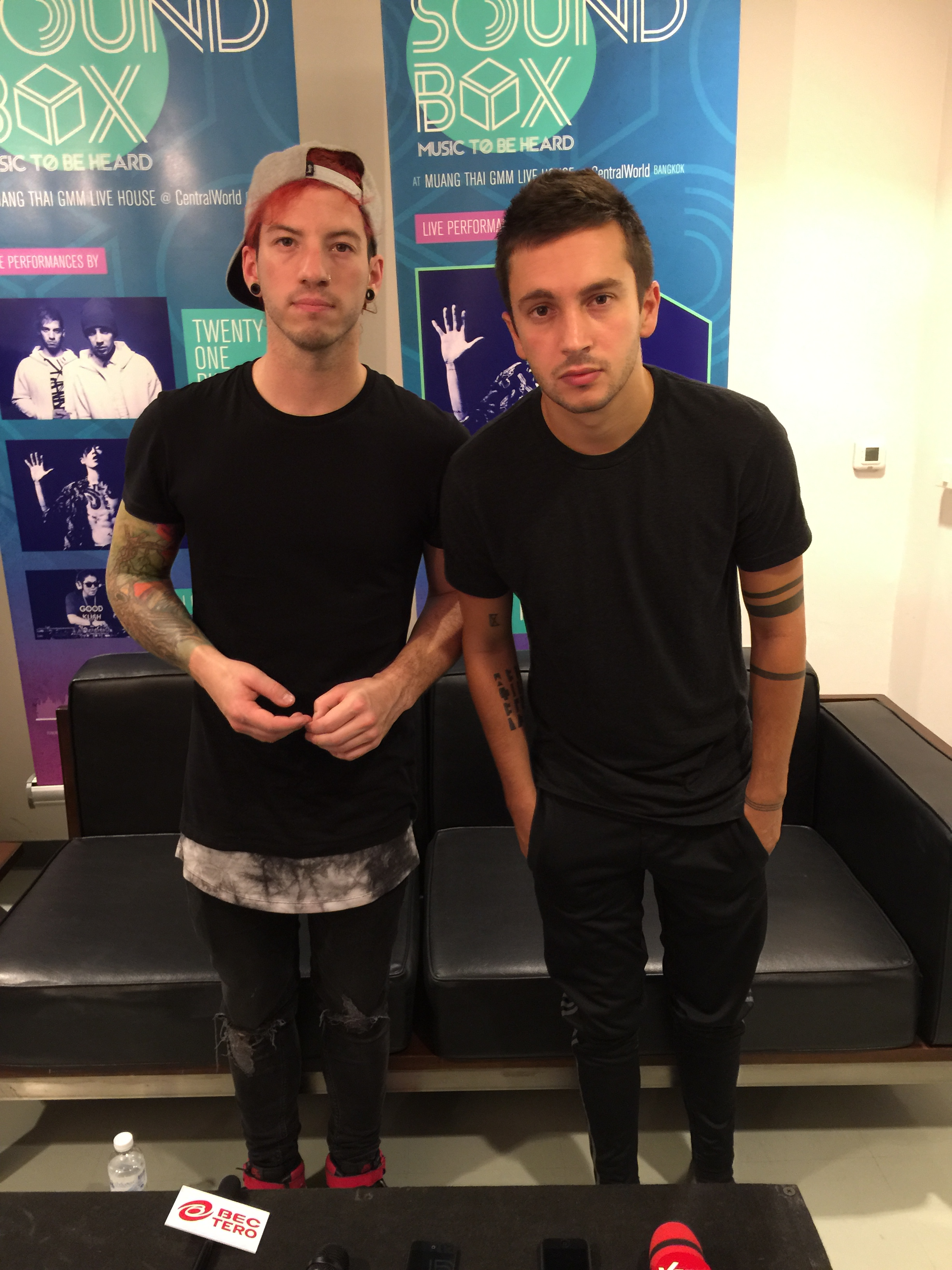
Dun (izquierda) junto a Tyler Joseph, en una conferencia de prensa en Bangkok, en 2015.

En 2010, Dun asistió a un show de Twenty One Pilots después de haber sido invitado por el entonces baterista Chris Salih, y de haber escuchado el demo de la banda. Dun quedó impresionado con la actuación del trío. Conoció al vocalista principal, Tyler Joseph, después del show, y un par de días más tarde ambos se volvieron amigos. Un año después,en el 2011 Nick Thomas y  Chris Salih dejaron la banda, y Dun eventualmente abandonó su trabajo en Guitar Center para poder tocar en un show con Joseph. Tocó una canción antes de que el espectáculo fuera interrumpido y cancelado por agentes de policía. Después de aquello, Dun se convirtió oficialmente en el baterista de la banda. El dúo lanzó su segundo álbum de estudio de la banda, Regional at Best, el 8 de julio de 2011, y firmó con la discográfica Atlantic Records, sello subsidiario Fueled by Ramen, en abril de 2012. En agosto de 2012, se embarcaron en una pequeña gira con Neon Trees y Walk the Moon. 
El tercer álbum del dúo, Vessel, fue lanzado el 8 de enero de 2013, y quedó en el puesto número 58 en el Billboard 200. El cuarto álbum, Blurryface, fue lanzado el 17 de mayo de 2015, dos días antes de su fecha de lanzamiento prevista.

## Vida personal
El 23 de diciembre de 2018 se comprometió con la actriz y cantante estadounidense Debby Ryan, y se casaron a finales de 2019.

## Premios y nominaciones
| Año  | Premio                         | Categoría       | Obra     | Resultado | Ref.   |
| ---- | ------------------------------ | --------------- | -------- | --------- | ------ |
| 2014 | Alternative Press Music Awards | Mejor Baterista | Josh Dun | Nominado  | [ 16 ] |